# Damm (vattenansamling)

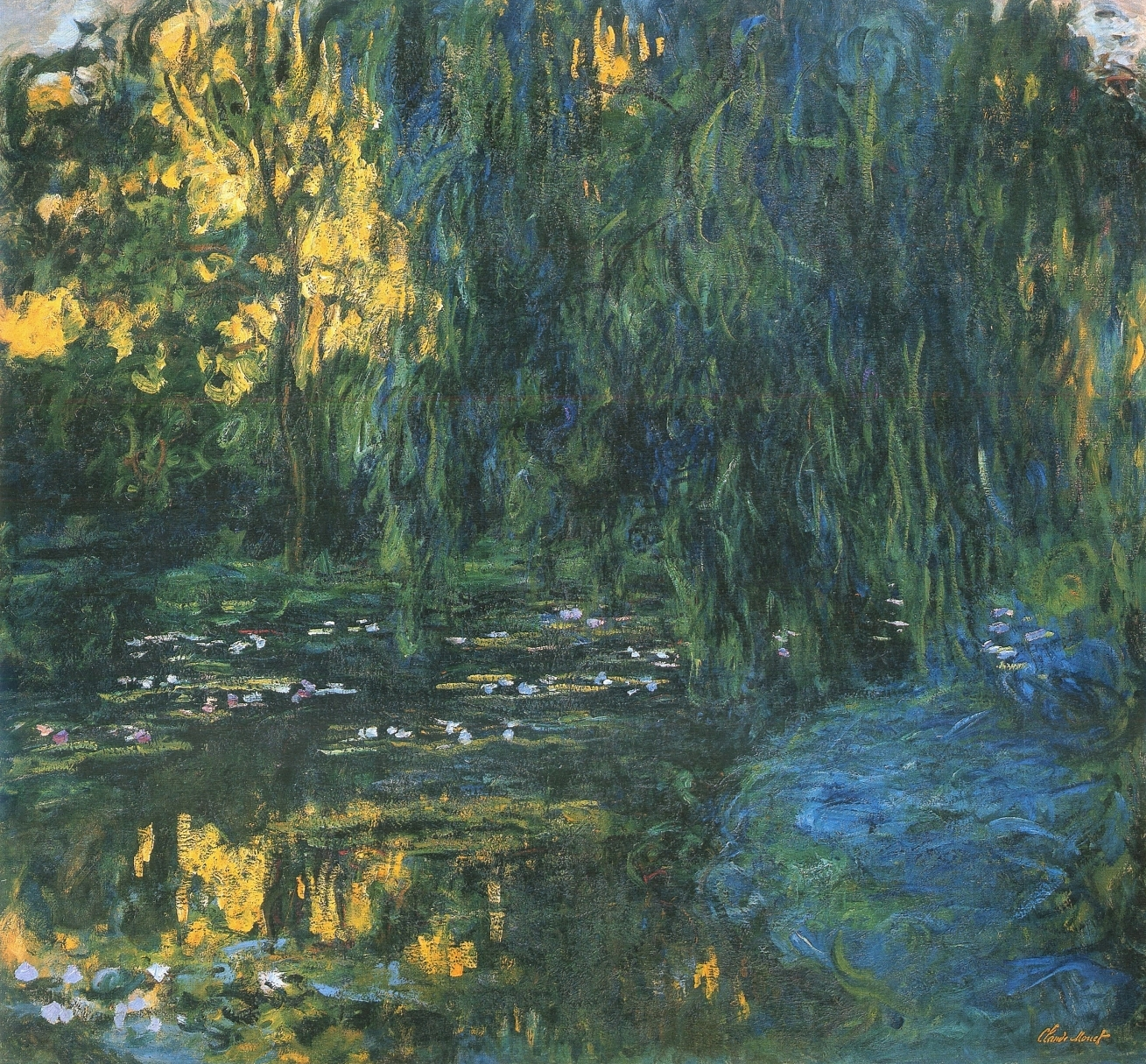
Claude Monet, 1916 - 1919

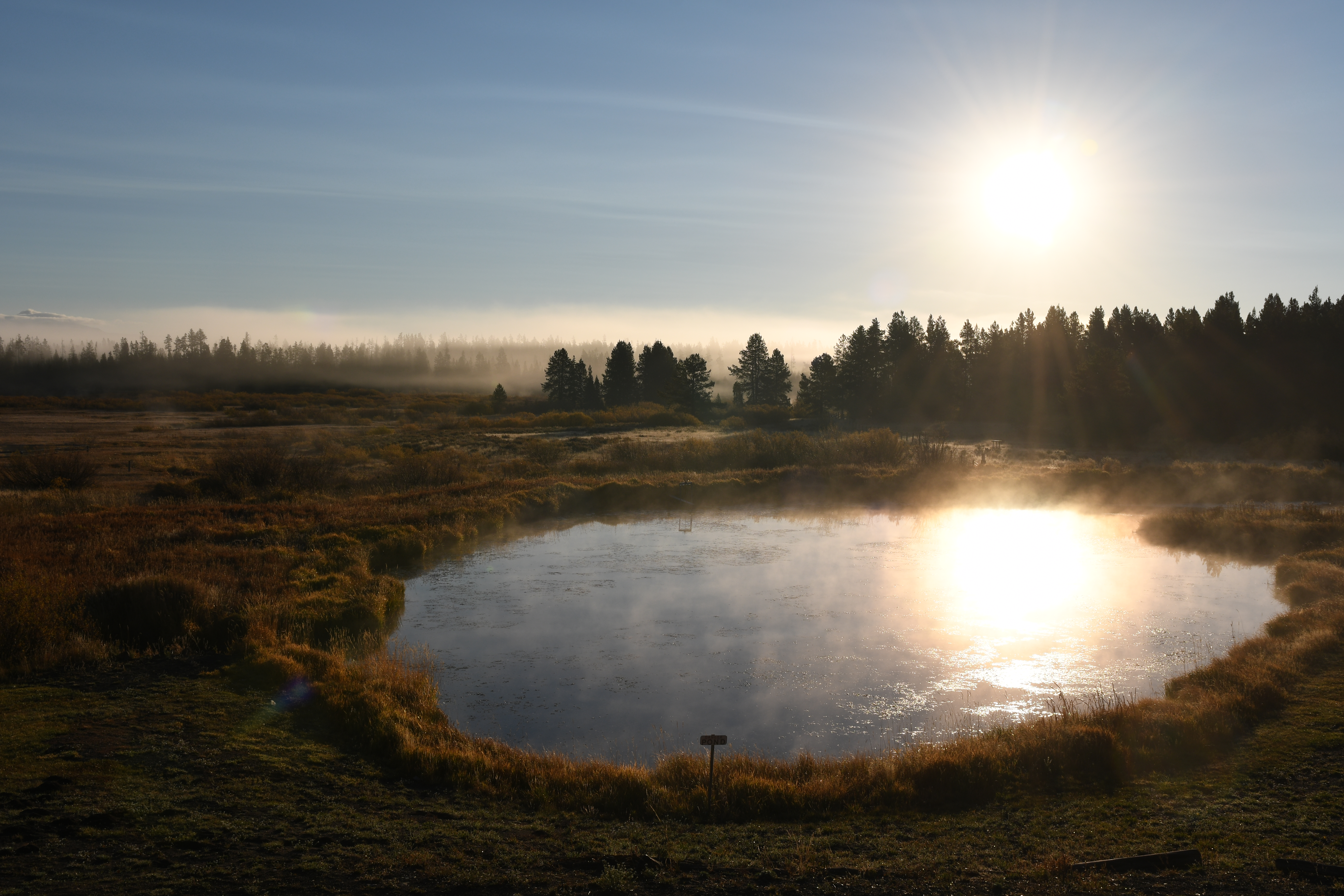
En damm med varningsskylt i West Yellowstone, Montana, USA

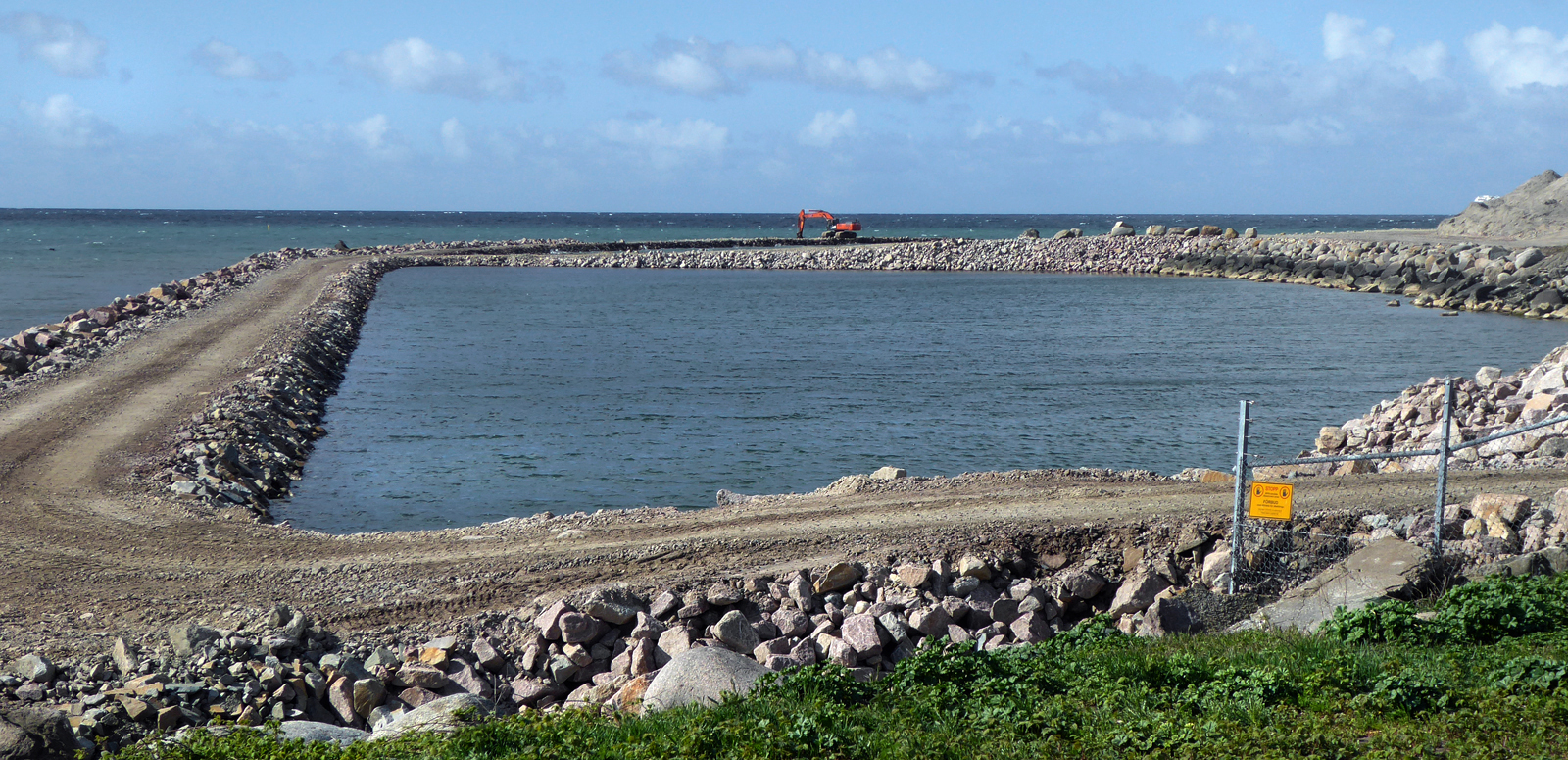
I samband med bygget av en ny vågbrytare våren 2019 anläggs även en damm vid Ystads södra utpost kallat Världens ände.

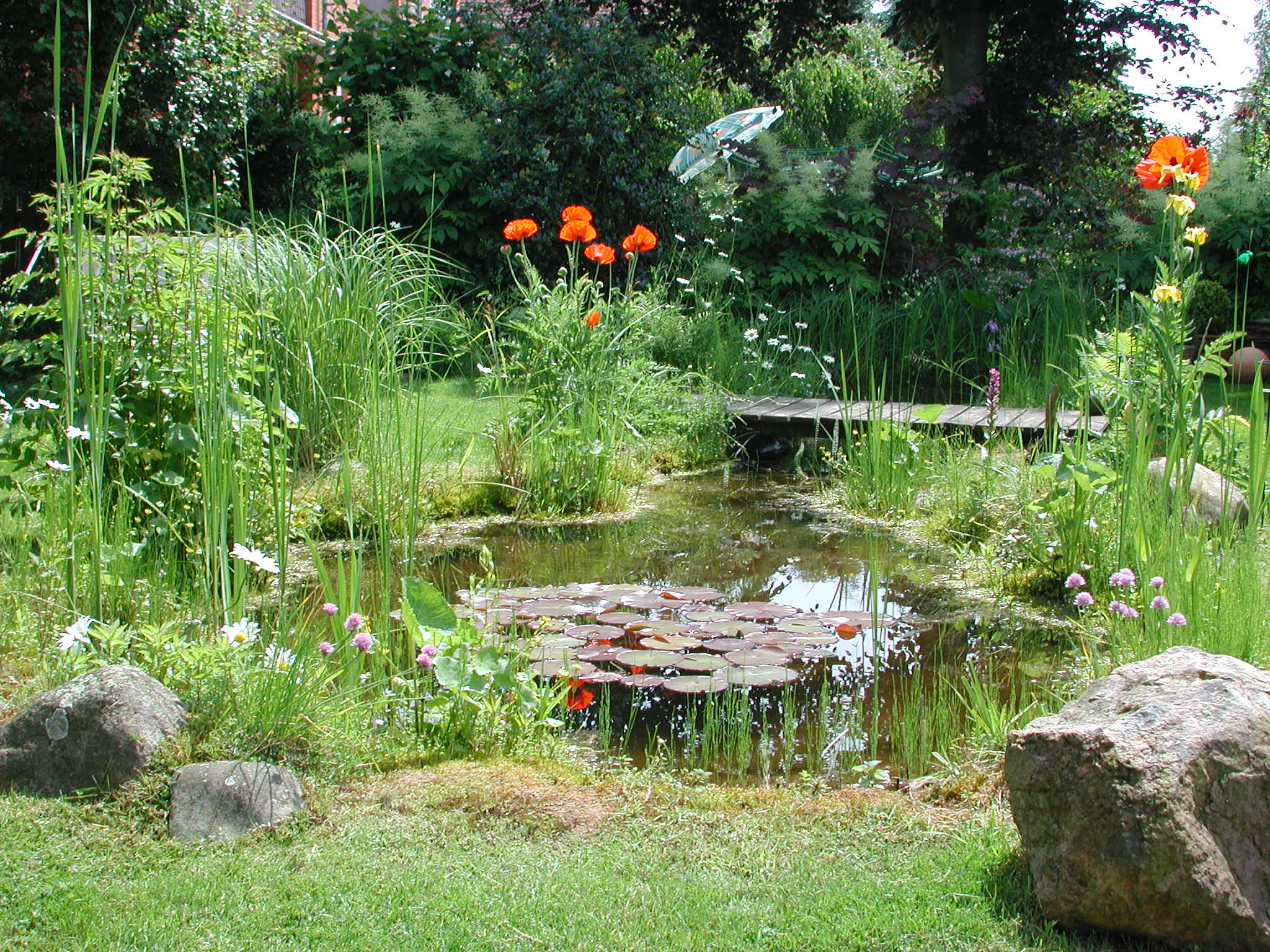
En trädgårdsdamm.

Damm är en konstgjord sjö eller tjärn, ofta av mindre storlek. Ofta är den skapad som dekoration och som del av en trädgårds- eller park, alternativt för fiskodling eller motsvarande. Benämningen damm används också om vattenmagasin i form av en sjö, som bildats uppströms en dammanläggning (fördämning).

## Historik
Exempel på dammar är fiskdammar, ankdammar och trädgårdsdammar.
Dammar anlades tidigt som plats för fiskodling, med eller utan relation till dammbyggen vid kvarnar. Under medeltiden började kristna kloster i Europa och herresäten använda sig av fiskdammar. Bruket har också en lång tradition i Sydostasien, där man sedan årtusenden hållit vackra fiskar i dammar.
Inom trädgårdskonsten är dammar vanligen förekommande. Syftet har i regel varit att i stiliserad form återge det naturliga vattnet, för att göra parkmiljön mer attraktiv. Den bakgrunden har bland annat vattenanläggning inom den franska barocken.
Dammar har också varit en del av dräneringsförsök av vattenrik mark. Därmed kan områden runt dammen göras tillgänglig för bland annat olika sorters odling.